# Ерні Копланд
Ернест "Ерні" Копланд (англ. Ernest "Ernie" Copland, нар. 15 квітня 1927, Монтроз) — шотландський футболіст, що грав на позиції нападника, зокрема, за клуби «Данді» та «Рейт Роверс», а також національну збірну Шотландії.

## Клубна кар'єра
У футболі дебютував 1948 року виступами за команду «Арброт», в якій провів два сезони, взявши участь у 15 матчах чемпіонату. 
Своєю грою за цю команду привернув увагу представників тренерського штабу клубу «Данді», до складу якого приєднався 1950 року. Відіграв за команду з Данді наступний сезон своєї ігрової кар'єри.
1951 року перейшов до клубу «Рейт Роверс», за який відіграв 7 сезонів.  Більшість часу, проведеного у складі «Рейт Роверс», був основним гравцем атакувальної ланки команди. В новому клубі був серед найкращих голеодорів, відзначаючись забитим голом в середньому щонайменше у кожній третій грі чемпіонату. Завершив професійну кар'єру футболіста виступами за команду «Рейт Роверс» у 1958 році.

## Виступи за збірну
Був присутній в заявці збірної на чемпіонаті світу 1954 року у Швейцарії, але на поле не виходив. 